# Uncharted 2: Among Thieves
Uncharted 2: Among Thieves és un videojoc d'acció i aventura desenvolupat per Naughty Dog publicat per Sony Computer Entertainment per al PlayStation 3, és la seqüela del joc del 2007 Uncharted: Drake's Fortune.
El desenvolupament per a Uncharted 2: Among Thieves va començar immediatament després de l'èxit crític i comercial de la primera entrada. L'equip de desenvolupament es va inspirar en l'explorador Marco Polo, i, en concret, de les seves expedicions a través d'arxipèlags i de l'Àsia oriental. Naughty Dog també pretenia millorar el motor propi del joc, creant el joc per a funcionar exclusivament amb el sistema Naughty Engine 2.0 de la companyia. Això va permetre als desenvolupadors gravar extenses seqüències cinemàtiques de joc i captura de moviments, així com incloure un component multijugador en línia; el primer per a la sèrie.
Uncharted 2: Among Thieves va rebre el reconeixement universal de les crítiques de jocs després de la seva publicació, amb elogis dirigits a les seves elaborades peces, disseny de personatges, argument, gràfics, innovació tècnica i millora de la mecànica de joc. Va rebre guardons de Game of the Year des de nombroses publicacions i esdeveniments de lliurament de premis, i es considera que és un dels millors videojocs mai fets, i entre els títols més significatius per la setena generació de consoles. També va tenir un gran èxit comercial, amb més de sis milions de còpies venudes a tot el món. El joc va ser seguit per una seqüela titulada Uncharted 3: Drake's Deception el 2011 i es va tornar a publicar per a PlayStation 4 com a part de Uncharted: The Nathan Drake Collection.

## Jugabilitat
Uncharted 2 és un videojoc de plataformes d'acció i aventura jugat a partir d'una perspectiva en tercera persona, amb el jugador al control de Nathan Drake. Drake és físicament adepte i és capaç de saltar, pujar i escalar parets per arribar als seus objectius. Drake es pot equipar amb fins a dues armes de foc – una d'una sola mà i una de dues mans – i un subministrament limitat de granades. Drake pot recollir armes, reemplaçant automàticament l'arma que estava utilitzant i municions addicionals als enemics morts. El jugador pot dirigir a Drake a cobrir-se darrere de les cantonades o de les parets baixes utilitzant foc obert o cec per matar els seus enemics. El jugador també pot tenir disparar mentre es mou. Si els seus enemics no detecten a Drake, el jugador pot intentar utilitzar el sigil·li per treure-los, com ara enfilar-se darrere d'ells per neutralitzar-los amb un cop o tirar un enemic desprevingut per un penya-segat del qual Drake està penjat. En la majoria d'àrees, si tots els enemics patrullen de forma sigil·li, els altres no apareixerien. Algunes àrees del joc requereixen que el jugador resolgui trencaclosques amb l'ús del diari Drake, que proporciona pistes cap a les solucions dels trencaclosques. Quan estigui activat, un sistema de consells proporciona pistes de joc, com ara la direcció del següent objectiu.
Al llarg del joc hi ha 101 tresors especials que poden estar ocults o en llocs de difícil accés que el jugador pot recollir. També hi ha una relíquia secreta "oculta" exactament igual que la de Uncharted: Drake's Fortune. La recopilació d'aquests tresors, juntament amb la realització de certes proeses dins del joc, es fa seguint la concessió de medalles, que permeten al jugador utilitzar els diners del joc per desbloquejar contingut addicional del disc, incloent concept art, escenes i trucs de jocs, com les armes amb municions infinites. Una gran part de les medalles del joc s'utilitzen per atorgar trofeus.

## Argument
Uncharted 2 és un joc d'aventura d'acció de tercera persona, amb jugador en control de Nathan Drake. Drake és físicament expert en saltar, pujar, i reduir lleixes estretes. Drake es pot proveir amb fins a dues armes de foc - un d'individualment passat i un de dos passat - i un subministrament limitat de bombes de mà. L'ànec pot triar cap amunt d'armes, automàticament reemplaçant l'arma existent que estava utilitzant, i munició addicional d'enemics matats. El jugador també pot matar els enemics des de coberta. El jugador també pot disparar mentre es mou. Si Drake és detectat pels seus enemics, el jugador pot intentar utilitzar cautela per treure'ls, com esmunyint-se cap amunt darrere ells eliminar-los amb un colpit, o estirant un enemic sobre una lleixa. Algunes àrees del joc exigeixen que el jugador ha de fer l'ús del diari del Drake, que proporciona pistes cap a les solucions dels trencaclosques. També hi ha un sistema de pista que mostra la direcció del pròxim objectiu.
Al llarg del joc trobarem amagats tresors en llocs difícils de trobar per recollir-los a canvi de diners que s'utilitzen per obrir contingut tancat del disc: imatges del joc, videos, trucs...
Uncharted 2 també compta amb el modemultijugador, amb el qual pots jugar amb fins a nou jugadors en línia.